# Clidemia hirta
Clidemia hirta, comumente chamada de caiuia ou pixirica, é um arbusto perene. É uma espécie de planta invasora em muitas regiões tropicais do mundo, causando sérios danos. Foi classificada na vigésima sétima posição na lista 100 das espécies exóticas invasoras mais daninhas do mundo pelo Grupo de Especialistas em Espécies Invasoras da União Internacional para a Conservação da Natureza (UICN / IUCN) e foi listada como uma erva daninha nociva em Queenslândia e no Território do Norte (Austrália) e no Havaí. Não é listada como erva daninha pelo estado ou governos no Quênia, Tanzânia e Uganda.

## Etimologia
Pixirica deriva do tupi pixiríka.

## Descrição física
Clidemia hirta é um arbusto perene densamente ramificado que normalmente cresce de 0,5 a três metros de altura, mas às vezes cresce cinco metros de altura, dependendo do habitat. Os ramos são cobertos de pelos grandes, rígidos, marrons ou avermelhados. As folhas simples são dispostas de forma oposta, de contorno oval com base larga, pontas pontiagudas e quase inteiras a margens crenadas ou finamente dentadas. As folhas também são escassamente cobertas de pelos acima, enquanto mais densamente peludas abaixo; e também têm cinco veias distintas que correm de forma quase paralela das bases das folhas até as pontas. As flores estão dispostas em pequenos cachos nas pontas dos ramos. Cada flor tem cinco pétalas brancas, ou ocasionalmente rosadas pálidas, e cinco estames distintos que têm uma aparência de garra. A base da flor é inchada numa estrutura em forma de taça que é moderada a escassamente coberta com uma mistura de pelos eriçados e pegajosos. Os frutos pequenos e arredondados são bagas e são de cor azul escura, arroxeada ou enegrecida. Cada uma dessas bagas contém mais de 100 sementes de cor marrom clara.

## Distribuição nativa e introduzida
Nativa de áreas tropicais nas Américas (do México ao Paraguai, bem como a região do Caribe). Esta espécie cresce em climas tropicais secos a úmidos até 1 200 metros de altitude. É uma espécie invasora no sul da Ásia, leste da África e algumas ilhas oceânicas (como Havaí e Austrália) com climas mais quentes. É uma erva daninha potencial de pastagens mais úmidas, campos abertos, plantações, margens de estradas, matas abertas mais úmidas, zonas ribeirinhas (margens de cursos d'água), margens de florestas e florestas tropicais. Foi introduzida em Fiji no final de 1800, provavelmente por um plantador de café chamado William Parr, que compartilhou suas sementes com outros em toda a região; no entanto, a introdução foi aparentemente atribuída erroneamente pelos habitantes locais a um plantador de açúcar vizinho chamado Köster.
Em seu ambiente nativo, as plantas são confinadas a áreas abertas e só se tornam dominantes cerca de doze meses após a perturbação, como em áreas agrícolas de corte e queima. Todas as novas extensões de cordilheira no Havaí começam ao longo das bordas abertas de trilhas ou outras áreas perturbadas. No Havaí, está substituindo as espécies endêmicas que anteriormente dominavam as florestas e ameaçam sua extinção. Em outros lugares, é considerada uma das espécies invasoras mais problemáticas no arquipélago das Comores, em Reunião, nas Seicheles e em Maurícia. No Seri Lanca é bastante invasora em zonas úmidas e florestas do interior, especialmente invadindo clareiras na floresta, impedindo o surgimento de outras espécies nativas. Na Austrália, uma infestação de foi encontrada em Julatten (perto de Mount Molloy, Queenslândia) em 2001. Este surto ameaça se espalhar ao Parque Nacional Mount Lewis e o Parque Nacional Mowbray. Os esforços comunitários para controlá-la são coordenados pelo grupo de gestão da bacia do rio Mitchell.

## Controle biológico
A fim de manter as ervas daninhas fora duma área, o objetivo primário de manejo deve ser minimizar e prevenir distúrbios. A extração manual de plantas do solo complementada pela aplicação de herbicidas é um método de controle eficaz, mas temporário. A espécie de trisanóptero Liothrips urichi de Trindade está sendo usada para controlar biologicamente C. hirta e é muito eficaz em pastagens, mas muito menos em florestas. Embora as ovelhas tenham demonstrado controlar a maioria das ervas daninhas nas plantações, elas não comem C. hirta. Segundo Mune e Parham (1967), não existe controle químico efetivo, mas Teoh et al. (1982) relatam que C. hirta pode ser morto por aplicações de triclopir. Norman e Trujillo (1995) descobriram que um micoherbicida contendo Colletotrichum gloeosporioides f.sp. clidemia e como ingrediente ativo foi eficaz contra C. hirta. Em Nova Gales do Sul, há um número de linha direta para os cidadãos ligarem e relatarem ao Departamento de Indústrias Primárias quaisquer ocorrências notadas da planta.

## Uso humano

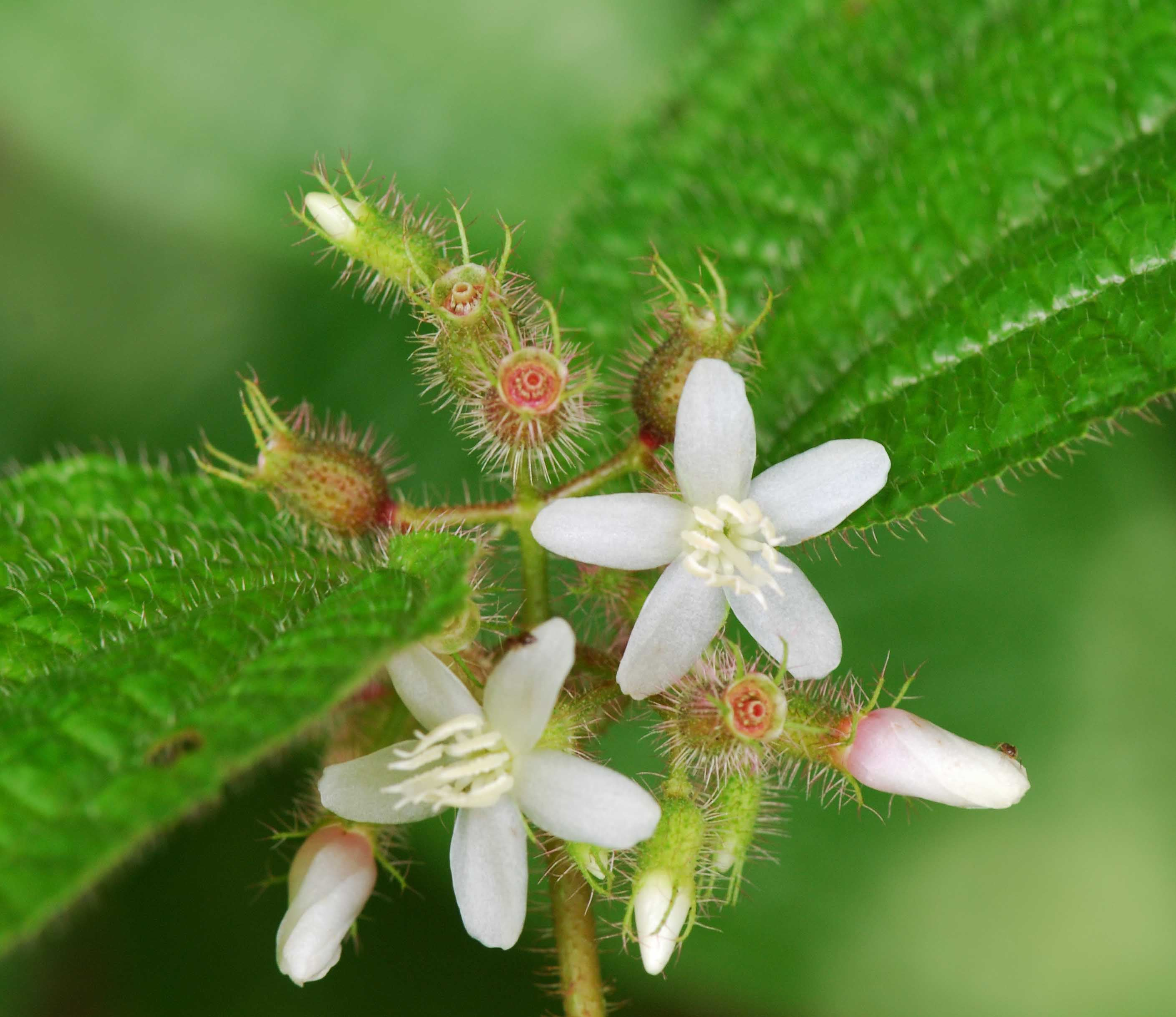
Folhas, flores e frutos de C. hirta

O fator de comestibilidade humana desta baga não foi totalmente explorado. O tanino dentro da fruta não faz mal ao homem e um deliciosa geleia pode ser feita a partir da fruta. A geleia tem uma bela cor azul índigo e pode ser usado para realçar e remover o amargor de chás como erva-mate. Além disso, é amplamente utilizada na medicina tradicional. Por exemplo, na Malásia, folhas esmagadas misturadas com saliva são aplicadas como cataplasma em feridas para parar o sangramento. No Brasil, espécies de Clidemia são usadas para tratar infecções de pele por Leishmania braziliensis. A C. hirta é usada como sabonete na Guiana Francesa e suas propriedades antimicrobianas foram relatadas em publicações etnobotânicas. Essas propriedades foram testadas por Meléndes e Capriles e podem ser atribuídas às saponinas em suas folhas e comumente usadas como compostos antimicrobianos. El Abdellaoui et al. identificaram recentemente o ácido arjunólico, uma saponina triterpenoide, como um dos principais compostos antibacterianos presentes na planta.
As folhas são adstringentes e antiespasmódicas. Uma decocção dos ramos folhosos é feita para reduzir o fluxo menstrual excessivo. Uma infusão é usada para tratar a dor de estômago e também é usada como um enema. Uma decocção das folhas é usada para cicatrizar velhas feridas. Maceradas em água fria, as folhas são usadas para fazer um banho genital antisséptico feminino para remediar a hemorragia. C. hirta também esta sendo estudada como hepatoprotetor (protetor do fígado), anticâncer e antioxidante Existem registros de uso de C. hirta em Madagascar do suco das folhas como cicatrizante, o chá das folhas para resfriados comuns e o chá das folhas e das raízes para problemas estomacais. E na Indonésia é usado para tratar em feridas (para parar o sangramento) com sumo das folhas esmagadas sobre a área afetada, com o chá dos galho é para aliviar cólicas menstruais, o chá das as folhas é usado para reduzir as cicatrizes, também o chá é usado como um antidisentérico e antiespasmódico, as folhas maceradas com água fria pode ser usada como antisséptico para área genital da mulher e também para tratar sangramento, a decocção desta planta é usada para tratar dor de estômago (Boggan et al., 1997).